# D集团军群
D集團軍（德語：Heeresgruppe D）是第二次世界大戰中，納粹德國德意志國防軍下的一個集團軍。
D集團軍於1940年10月26日在法國成立，其最初的軍官團隊來自於被解散的C集團軍。
1941年4月15日，D集團軍的地位得到提升。從那天起，D集團軍的指揮官也被視為西線總司令（德語：Oberbefehlshaber West/OB WEST）。因此，D集團軍有時會被誤稱為西部集團軍。

## 歷任指揮官
| 任次 |                    | 姓名                                  | 就职          | 离职          | 任职时间 |
| ---- | ------------------ | ------------------------------------- | ------------- | ------------- | -------- |
| 1    | 埃爾溫·馮·維茨萊本 | 元帥 埃爾溫·馮·維茨萊本 （1881–1944） | 194010月25日  | 1942年3月15日 | 348天    |
| 2    | 格特·馮·倫德施泰特 | 元帥 格特·馮·倫德施泰特 （1875–1953） | 1942年3月15日 | 1944年7月2日  | 2年108天 |
| 3    | 君特·馮·克魯格     | 元帥 君特·馮·克魯格 （1882–1944）     | 1944年7月2日  | 1944年8月15日 | 44天     |
| (2)  | 格特·馮·倫德施泰特 | 元帥 格特·馮·倫德施泰特 （1875–1953） | 1944年8月15日 | 1945年3月11日 | 208天    |
| 4    | 阿爾貝特·凱塞林    | 元帥 阿爾貝特·凱塞林 （1885–1960）    | 1945年3月11日 | 1945年4月22日 | 42天     |

## 戰鬥序列
1941年5月
- 第7軍團
- 第1軍團
- 第15軍團
- 所有佔領荷蘭的德軍的指揮官

1944年5月
- G集团军群
- B集團軍
- 西部裝甲軍團
- 空軍第1空降軍團

1944年12月
- G集团军群
- B集團軍
- H集团军群
- 親衛隊第6裝甲軍團